# Дифракция медленных электронов
Дифракция медленных электронов (ДМЭ) — метод исследования поверхностной структуры твердых тел, основанный на анализе дифракционных картин, упруго рассеянных низкоэнергетичных (20–200 эВ) электронов. Позволяет изучать реконструкцию поверхности.
ДМЭ может быть использована одним из двух способов:
- Качественно, при этом регистрируется дифракционные картины, а анализ положения дифракционных максимумов дает информацию о симметрии структуры поверхности. При наличии адсорбата качественный анализ может дать информацию о размерах и ориентации вращения элементарной ячейки адсорбата относительно элементарной ячейки субстрата.
- Количественно, при этом исследуются зависимости интенсивности пиков от энергии падающего электронного пучка. При этом фактически получаются ВАХ. Сравнивая полученные кривые, полученные экспериментально, с теоретическими, получаем точную информацию о расположении атомов на поверхности.

## Теория

### Кинематическая теория: однократное рассеяние
Кинематическая дифракция определяется как явление, при котором электроны, падающие на хорошо упорядоченную поверхность кристалла, испытывают однократное упругое рассеяние. Согласно теории, длина волны де Бройля электронного пучка: 
...

### Динамическая теория: многократное рассеяние
...

## Описание
Использование для анализа поверхности электронов именно низких энергий обусловлено двумя основными причинами.
1. Длина волны де Бройля для электронов с энергией 20-200 эВ составляет примерно 0,1-0,2 нм, что удовлетворяет условию дифракции на атомных структурах, а именно, длина волны равна или меньше межатомных расстояний.
2. Средняя длина пробега таких низкоэнергетических электронов составляет несколько атомных слоев. Вследствие этого большинство упругих рассеяний происходит в самых верхних слоях образца, следовательно, они дают максимальный вклад в картину дифракции.

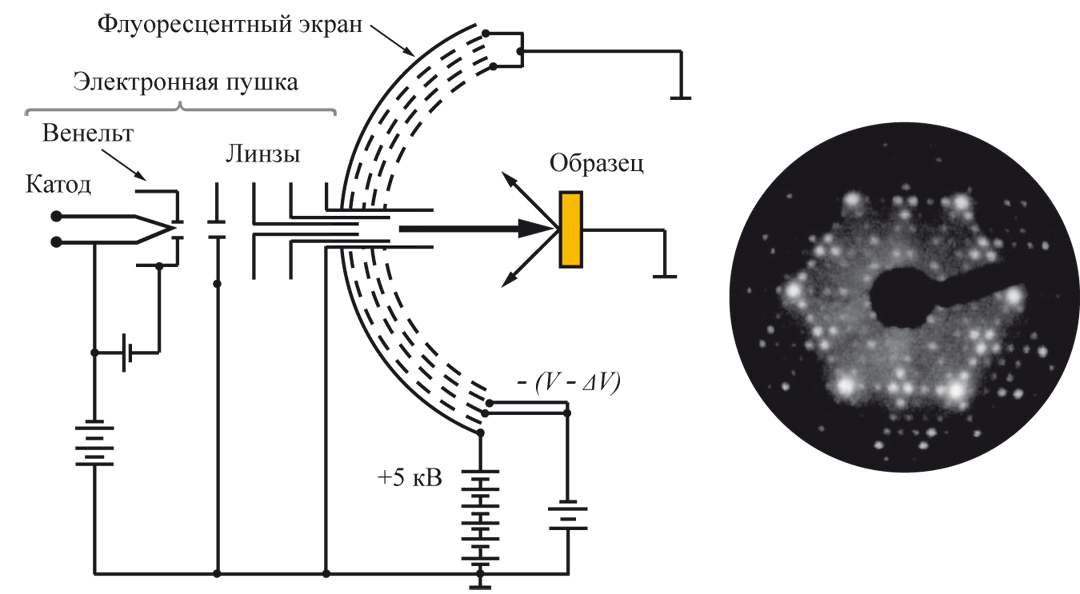
Схема стандартной четырёхсеточной установки ДМЭ и вид картины ДМЭ от поверхности Si(111)7×7 на флюоресцентном экране

На рисунке представлена схема экспериментальной установки для прямого наблюдения картин ДМЭ. В электронной пушке электроны, испускаемые катодом (находящимся под отрицательным потенциалом -V), ускоряются до энергии eV, а затем движутся и рассеиваются на образце в бесполевом пространстве, поскольку первая сетка дифрактометра и образец заземлены. Вторая и третья сетки, находящиеся под потенциалом чуть меньше потенциала катода (V — ΔV), служат для отсечения неупруго рассеянных электронов. Четвёртая сетка заземлена и экранирует другие сетки от флуоресцентного экрана, находящегося под потенциалом порядка +5 кВ. Таким образом, электроны, упруго рассеянные на поверхности образца, после прохождения тормозящих сеток ускоряются до высоких энергий, чтобы вызвать флуоресценцию экрана, на котором и наблюдается дифракционная картина. В качестве примера на рисунке показана картина ДМЭ от атомарно чистой поверхности Si(111)7×7.
Метод ДМЭ позволяет:
1. качественно оценить структурное совершенство поверхности — от хорошо упорядоченной поверхности наблюдается картина ДМЭ с четкими яркими рефлексами и низким уровнем фона;
2. определить обратную решетку поверхности из геометрии дифракционной картины;
3. оценить морфологию поверхности по профилю дифракционного рефлекса;
4. определить атомную структуру поверхности путём сравнения зависимостей интенсивности дифракционных рефлексов от энергии электронов (I—V кривых), рассчитанных для структурных моделей, с зависимостями, полученными в эксперименте.

Методы дифракции медленных и быстрых электронов различаются энергией используемых электронов и, соответственно, различной геометрией (в ДМЭ пучок электронов падает на исследуемую поверхность практически перпендикулярно, а в ДБЭ под скользящим углом порядка 1-5º). Оба метода дают сходную информацию о структуре поверхности. Преимуществом ДМЭ является более простая конструкция, а также более наглядная и удобная для интерпретации получаемая информация. Преимущество ДБЭ заключается в возможности проведения исследований непосредственно в ходе наращивания плёнок на поверхности образца.

## Ссылка
При написании этой статьи использовался материал из распространяющейся по лицензии Creative Commons BY-SA 3.0 Unported статьи:

Зотов Андрей Вадимович, Саранин Александр Александрович. Дифракция медленных электронов // Словарь нанотехнологических терминов.